# Trophosome

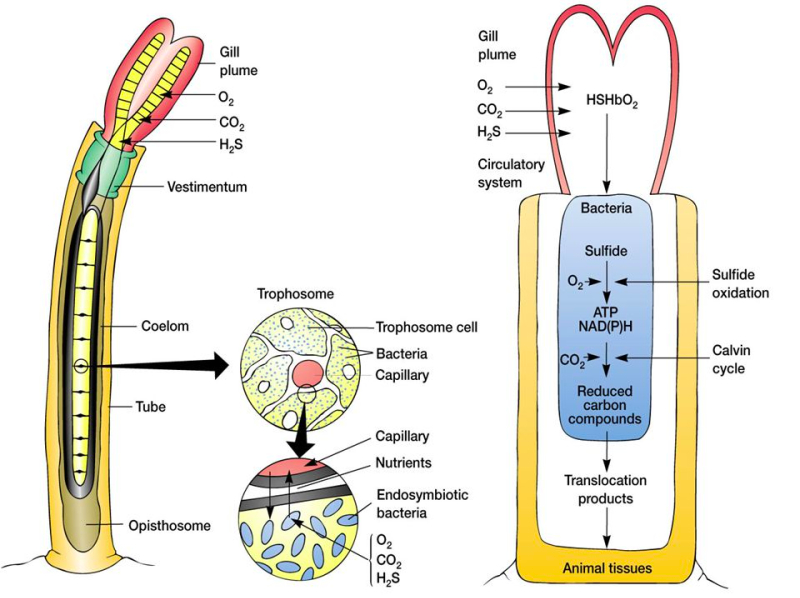
Trophosome de Riftia pachyptila.

Un trophosome est un organe que l'on retrouve chez certains animaux, il abrite des bactéries symbiotiques prodiguant de la nourriture à leur hôte. 
On le trouve par exemple chez des vers tubicoles extrêmophiles, tels que le Riftia pachyptila, qui ne possède pas de système digestif.